# Scale di carestia
Le scale di carestia sono dei metodi per misurare il livelli di disponibilità del cibo, da situazioni nelle quali un'intera popolazione ha cibo adeguato ad una vera e propria carestia.
La parola "carestia" ha connotazioni altamente emotive e politiche e c'è stata una prolungata discussione tra le agenzie internazionali di assistenza che offrono aiuto per la nutrizione sulla sua esatta definizione. Ad esempio nel 1998, sebbene fosse in corso una grave carestia nel Sudan del Sud, una spropositata quantità di aiuti in cibo andò in favore delle vittime della Guerra del Kosovo. Questa ambiguità nell'identificare se una carestia sia o non sia in corso, e la mancanza di criteri condivisi per differenziare diversi livelli di scarsità di cibo, ha creato un nuovo interesse nell'offrire definizioni precise. Differenti livelli di scarsità richiedono differenti tipi di risposte, e diversi metodi per misurare le carestie sono stati proposti per aiutare le agenzie a determinare la linea di condotta più appropriata.

## Metodo di misura
Una difficoltà che vi è stata in tutti i tentativi di definizione è legata alla differenza tra il vedere la carestia come un evento e il vederla come un processo. Nel primo caso, la carestia è definita approssimativamente come l'evento nel quale molte persone muoiono d'inedia in una località o in una regione. Nel secondo, la carestia è un processo che cronologicamente ha origine con una o più distruzioni che gradualmente conducono a una mortalità diffusa. Tuttavia queste definizioni generali sono poco utili per chi deve pianificare aiuti, in quanto termini come "regione", "diffusa", ecc. sono non definiti.
Uno dei primi metodi di misura furono i Codici della Carestia indiana, sviluppati dal colonialismo britannico negli anni 1880. I Codici definivano tre livelli di scarsità di cibo: prossimo alla scarsità, scarsità e carestia. "Scarsità" era definito come tre anni consecutivi di raccolti magri, con produttività del raccolto ridotta da metà a un terzo del normale, che coinvolgeva una vasta parte della popolazione. "Carestia" inoltre includeva un incremento del prezzo del cibo oltre il 140% di quello normale, spostamenti di persone alla ricerca di sostentamento, e mortalità diffusa. Il codice del cibo del Punjab affermava che "L'imminenza della morte è l'unico criterio per dichiarare una carestia". Implicito ai Codici era l'assunto che la carestia fosse un evento, non un processo.
La premessa basilare dei Codici della Carestia indiana formò la base di numerosi successivi sistemi di allarme precoce. Uno dei più efficaci è il sistema di allarme precoce del distretto Turkano del Kenya settentrionale, i cui indicatori includono: livelli di pioggia, prezzo di mercato dei cereali, stato del bestiame, condizioni e previsioni tendenziali sullo stato dei pascoli, progetti per la distribuzione di cibo in cambio di lavoro. Il sistema identifica tre livelli di crisi: "allarme", "allerta" ed "emergenza", ciascuno dei quali è collegato ad una risposta pianificata per mitigare la crisi e prevenire il peggioramento della situazione.
Le organizzazioni internazionali, nel rispondere a recenti crisi, hanno creato delle misure ad hoc. Nel 2002 il Fondo Mondiale per la Nutrizione ha creato un numero di "indicatori di pre-carestia" per l'Etiopia e li ha combinati con misure dei livelli di nutrizione per creare delle raccomandazioni. La Food Security Assesment Unit (FSAU) ha disegnato un sistema per la Somalia con quattro livelli: "nessuna allerta" (vicino alla normalità), "allerta" (richiede attenzione da vicino), "sussistenza in crisi" (le strutture sociali basilari in pericolo) ed "emergenza umanitaria" (le minacce e la mortalità diffusa richiedono immediata assistenza umanitaria).

## Strategie di sussistenza
Il sistema FSAU è uno dei tanti sistemi che creano una distinzione tra "salviamo le vite" e "salviamo la sussistenza". I vecchi modelli si concentravano semplicemente sulla mortalità delle vittime delle carestie. Man mano le agenzie si sono rese conto che i mezzi di sussistenza sono i primi ad essere minacciati.
Precedentemente le carestie erano percepite come una minaccia agli individui, anche grandi numeri di individui. Inerente al punto di vista delle strategie di sussistenza è il concetto che la carestia sia un problema sociale. Le popolazioni colpite da crescente mancanza di cibo tenteranno di far fronte attraverso strutture di mercato (per esempio vendendo i loro averi per procurarsi da mangiare) e attraverso le strutture di supporto della comunità e della famiglia. È soltanto quando tali strutture sociali collassano, sotto la minaccia che gli individui devono far fronte alla malnutrizione e all'inedia, che sono state comunemente viste come "carestia".
Durante gli anni ottanta e novanta hanno ricevuto molta attenzione gli studi sul processo mediante il quale la popolazione si adatta alla penuria di cibo mentre la sua disponibilità peggiora. Sono stati identificati quattro stadi:
1. Strategie reversibili, in risposta alla 'normale' penuria, come il razionamento o il diversificare le entrate
2. Strategie irreversibili in risposta a prolungata penuria di cibo, come vendere gli armenti da riproduzione o ipotecare la terra, che sacrificano la sopravvivenza a lungo termine per quella a breve termine
3. La mancanza di metodi interni[non chiaro] di sussistenza e la totale dipendenza da fonti di cibo esterne
4. Inedia e morte, nel caso del mancato effetto di uno dei tre precedenti livelli

## Livelli di nutrizione
Vari metodi di misura della nutrizione sono stati proposti come punti designati per i livelli di scarsità di cibo. Il Refugee Nutrition Information System delle Nazioni Unite elenca un certo numero di punti di riferimento:
- Consunzione - definita come una riduzione di oltre due punti nella deviazione standard del peso corporeo, di solito per i bambini da 6 a 59 mesi
  - 5-10% = normale nelle popolazioni africane nei periodi di non siccità
  - Maggiore del 20% = "situazione seria"
  - Maggiore del 40% = "crisi importante"
- Edema dovuto a carenza di proteine (ventre gonfio) è sempre "causa di preoccupazione"
- Fattore grezzo di mortalità (Crude Mortality Rate), cioè il numero di morti ogni diecimila persone in un dato periodo
  - 1 su 10 000 al giorno = "situazione seria"
  - Maggiore di 2 su 10 000 al giorno = "emergenza fuori controllo"
- Mortalità infantile sotto i cinque anni (Under-five mortality rate), cioè il numero di bambini sotto i cinque anni morti in un dato periodo
  - 2 su 10 000 al giorno = "situazione seria"
  - 4 su 10 000 al giorno = "emergenza fuori controllo"

L'uso di questi punti di riferimento è controverso. Alcuni sostengono che un numero di morti pari a uno ogni diecimila al giorno sia già un'emergenza in piena regola. Altri fanno notare che, mentre molti indicatori sono focalizzati sui bambini, i genitori spesso si riducono il cibo per favorire la prole. La malnutrizione infantile potrebbe essere così un indicatore di tendenza che indica livelli al di sotto dell'emergenza anche quando la situazione degli adulti potrebbe aver raggiunto il livello di crisi. Si fa inoltre notare che la malnutrizione spesso non è direttamente collegata alla disponibilità di cibo; la malnutrizione è spesso il risultato di malattie o di scarse cure, anche quando il cibo è disponibile in modo adeguato.

## Scale combinate di intensità e magnitudo
In un influente scritto pubblicato nel 2004, Paul Howe e Stephen Devereux, entrambi dello Institute of Development Studies dell'Università del Sussex, esprimono delle misure della carestia in scale sia per l'"intensità" che per la "magnitudo", incorporando molti degli sviluppi delle decadi più recenti.
La scala di intensità è:
| Livello | Descrizione         | Vivi                                                                            | Sussistenza |
| ------- | ------------------- | ------------------------------------------------------------------------------- | --- |
| 0       | Cibo assicurato     | CMR (Crude Mortality Rate) < 0,2/10 000/giorno e/o consunzione < 2,3%           | Sistema sociale coeso; prezzo del cibo stabile; strategie di sopravvivenza non utilizzate |
| 1       | Cibo non assicurato | 0,2 <= CMR <0,5/10 000/giorno e/o 2,3% <= consunzione < 10%                     | Sistema sociale coeso; prezzo del cibo instabile; carenze stagionali; utilizzo delle strategie di sopravvivenza reversibili |
| 2       | Mancanza di cibo    | 0,5 <= CMR < 1/10 000/giorno, 10% <= consunzione < 20%, e/o prevalenza di edema | Sistema sociale sotto sforzo ma ancora largamente coeso; repentino aumento dei prezzi del cibo e degli oggetti di uso comune; i meccanismi adattativi iniziano a venir meno; si incrementa l'utilizzo di strategie di sopravvivenza irreversibili                      |
| 3       | Carestia            | 1 <= CMR < 5/10 000/giorno, 20% <= consunzione < 40%, e/o prevalenza di edema   | Chiari segni di crisi sociale; il mercato inizia a collassare; esaurite le strategie irreversibili si adottano quelle di sopravvivenza (migrazione, abbandono dei più deboli); la popolazione colpita identifica la scarsità di cibo come il maggiore problema sociale |
| 4       | Grave carestia      | 5 <= CMR <15/10 000/giorno, consunzione >= 40%, e/o prevalenza di edema         | Vasto crollo delle strutture sociali; chiusura dei mercati; ampio utilizzo delle strategie di sopravvivenza; la popolazione colpita identifica la scarsità di cibo come il maggiore problema sociale                                                                   |
| 5       | Carestia estrema    | CMR >= 15/10 000/giorno                                                         | Crollo completo della società; mortalità diffusa; la popolazione colpita identifica la scarsità di cibo come il maggiore problema sociale |

La scala di magnitudo è:
| Categoria | Descrizione           | Intervallo di mortalità |
| --------- | --------------------- | ----------------------- |
| A         | Carestia minore       | 0-999                   |
| B         | Carestia moderata     | 1 000-9 999             |
| C         | Carestia maggiore     | 10 000-99 999           |
| D         | Grande carestia       | 100 000-999 999         |
| E         | Carestia catastrofica | 1 000 000 e oltre       |

Usando questa classificazione, ciascuna carestia potrebbe ricevere una designazione di magnitudo, ma i luoghi all'interno di una regione colpita sarebbero classificati con intensità variabile. La carestia del 1998 nel Sudan del Sud sarebbe stata classificata con una magnitudo C (Carestia maggiore), con un'intensità di 5 (Carestia estrema) nel villaggio di Ajiep e con un'intensità 3 (Carestia) nella città di Rumbek. A paragone, la carestia etiope del 2000 nel distretto di Gode sarebbe stata classificata con una magnitudo  B (Carestia moderata), ed avrebbe pertanto richiesto proporzionalmente meno delle, limitate, risorse a disposizione per soccorrere le vittime delle carestie.
Sebbene ciascuna organizzazione che lavora nel campo collegato alle carestie abbia la sua personale interpretazione operativa degli indicatori specifici, la classificazione Howe-Devereaux è stata ampiamente adottata ed è uno strumento comune mediante il quale allarmi ed aiuti in caso di carestia possono essere discussi in tutto il mondo, in particolare nell'uso della scala d'intensità. Ciò ha portato le organizzazioni come il Fondo Mondiale per la Nutrizione a evitare di riferirsi alla crisi nigeriana del 2005 come ad una carestia, in quanto gli indicatori non sono mai peggiorati al punto da arrivare al livello 3 (Carestia).

### In lingua inglese
- Famine Intensity and Magnitude Scales: A Proposal for an Instrumental Definition of Famine, DOI:10.1111/j.0361-3666.2004.00263.x.
- Un estratto da "The Challenge of Famine", Osfood Field, J. Kumarian Press, Connecticut, 1993
- Synthesis Report on the Famine Forum (PDF), USAID and OFDA, maggio 2004
- How many dying babies make a famine?, BBC News, 10 agosto 2005 - un articolo che esamina come l'etichetta "carestia" fu mediata da politici e media durante la Penuria di cibo in Nigeria (2005)